# Куломзино (Северо-Казахстанская область)
Куломзино (каз. Куломзино) — село в районе Магжана Жумабаева Северо-Казахстанской области Казахстана. Входит в состав Конюховского сельского округа. Код КАТО — 593647400.
К северу от села находится озеро Куломзино.

## История
Основано в 1894 году. В 1928 году состояло из 164 хозяйств, основное население — русские. Центр Куломзиновского сельсовета Исилькульского района Омского округа Сибирского края. В 1932 году Куломзиновский сельский совет был перечислен в состав Булаевского района Казахской АССР.

## Население
В 1999 году население села составляло 212 человек (101 мужчина и 111 женщин). По данным переписи 2009 года, в селе проживало 139 человек (69 мужчин и 70 женщин).